# Jennifer Whitmore

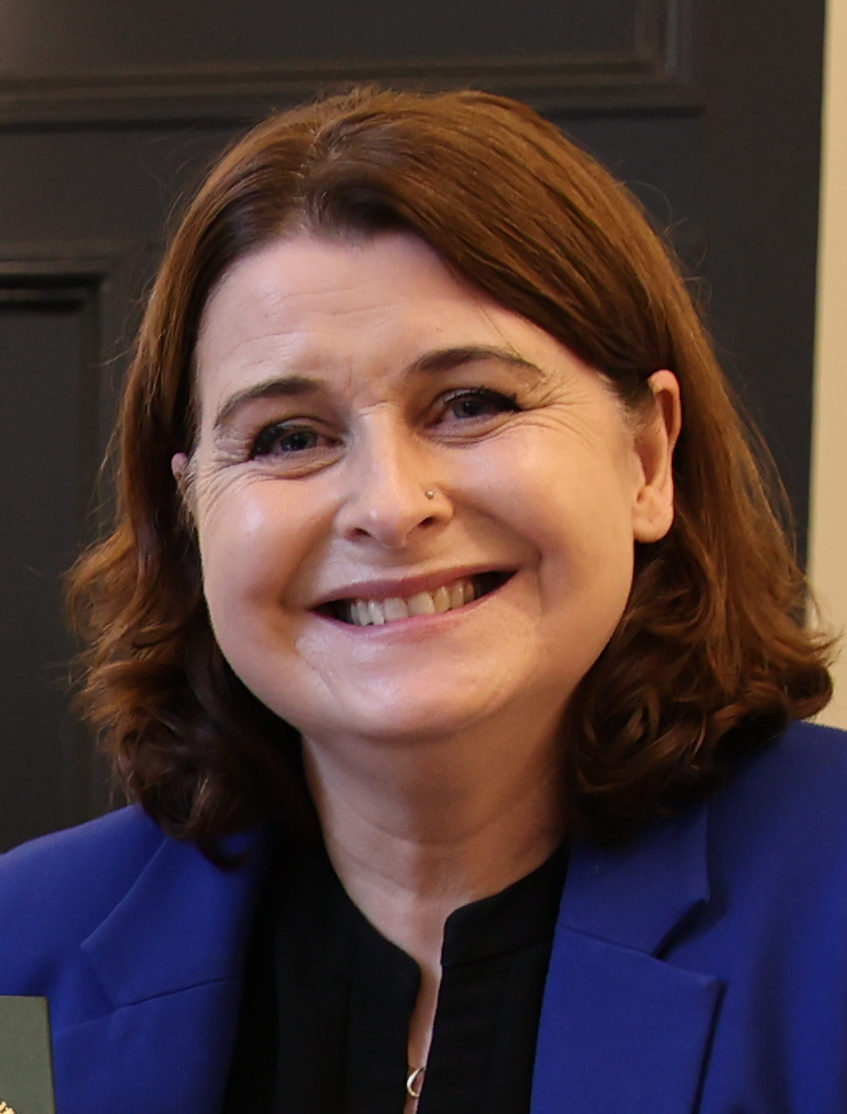
Jennifer Whitmore (2024)

Jennifer Whitmore (* Juni 1974 in Wexford, Irland) ist eine irische Politikerin. Seit 2020 ist sie Mitglied (Teachta Dála) des Dáil Éireann, des Unterhauses des Parlaments (Oireachtas), für die Social Democrats (Daonlathaigh Shóisialta).

## Leben
Jennifer Whitmore studierte Bio- und Ökowissenschaften am Galway-Mayo Institute of Technology und schloss mit einem Bachelor of Science an der University of Ulster ab. Sie lebte dann zehn Jahre in Australien und legte ein Ergänzungsstudium im Umweltrecht an der University of Sydney ab. Zwischenzeitlich war sie bei der Verwaltung des australischen Bundesstaates New South Wales beschäftigt.
2014 wurde sie in den Wicklow County Council gewählt. 2015 unterstützte sie die Gründung der Social Democrats. Bei den Wahlen zum Dáil Éireann 2020 wurde sie für den Wahlkreis Wicklow von den Social Democrats aufgestellt und gewählt. Bei den Wahlen 2024 konnte sie ihren Erfolg wiederholen.

## Privates
Verheiratet ist sie mit Tony Whitmore, mit dem sie vier Kinder hat. 